# Liste der Staatsoberhäupter 1934
Übersicht
◄◄ | ◄ | 1930 | 1931 | 1932 | 1933 | Liste der Staatsoberhäupter 1934 | 1935 | 1936 | 1937 | 1938 | ► | ►►

Weitere Ereignisse

## Afrika
- Ägypten (1914–1936 britisches Protektorat)
  - Staatsoberhaupt: König Fu'ād I. (1917–1936) (bis 1922 Sultan)
  - Regierungschef:
    - Ministerpräsident Abdel Fattah Yahya Ibrahim Pascha (1923–1924, 1933–15. November 1934)
    - Ministerpräsident Muhammad Tawfiq Nasim Pascha (1920–1921, 1922–1923, 15. November 1934–1936)

  - Britischer Hochkommissar: Miles Lampson (8. Januar 1934–1936)

- Äthiopien
  - Staats- und Regierungschef: Kaiser Haile Selassie (1930–1974) (1916–1930 Regent, 1936–1941 im Exil)

- Liberia
  - Staats- und Regierungschef: Präsident Edwin Barclay (1930–1944)

- Südafrika
  - Staatsoberhaupt: König Georg V. (1910–1936)
    - Generalgouverneur: George Villiers, 6. Earl of Clarendon (1931–1937)

  - Regierungschef: Ministerpräsident J.B.M. Hertzog (1924–1939)

## Amerika

### Nordamerika
- Kanada
  - Staatsoberhaupt: König Georg V. (1910–1936)
    - Generalgouverneur: Vere Ponsonby, 9. Earl of Bessborough (1931–1935)

  - Regierungschef: Premierminister Richard Bedford Bennett (1930–1935)

- Mexiko
  - Staats- und Regierungschef:
    - Präsident Abelardo L. Rodríguez (1932–30. November 1934)
    - Präsident Lázaro Cárdenas del Río (1. Dezember 1934–1940)

- Neufundland (ab 16. Februar 1934 wieder Status als Kronkolonie)
  - Staatsoberhaupt: König Georg V. (1910–16. Februar 1936)
    - Gouverneur: David Murray Anderson (1932–1935)

  - Regierungschef: Premierminister Frederick C. Alderdice (1928, 1932–30. Januar 1934)

- Vereinigte Staaten von Amerika
  - Staats- und Regierungschef: Präsident Franklin D. Roosevelt (1933–1945)

### Mittelamerika
- Costa Rica
  - Staats- und Regierungschef: Präsident Ricardo Jiménez Oreamuno (1910–1914, 1924–1928, 1932–1936)

- Dominikanische Republik
  - Staats- und Regierungschef: Präsident Rafael Trujillo (1930–1938, 1942–1952)

- El Salvador
  - Staats- und Regierungschef:
    - Präsident Maximiliano Hernández Martínez (1931–28. August 1934, 1935–1944)
    - Präsident Andrés Ignacio Menéndez (29. August 1934–1935, 1944) (kommissarisch)

- Guatemala
  - Staats- und Regierungschef: Präsident Jorge Ubico Castañeda (1931–1944)

- Haiti (1915–1934 von den USA besetzt)
  - Staats- und Regierungschef: Präsident Sténio Vincent (1930–1941)

- Honduras
  - Staats- und Regierungschef: Präsident Tiburcio Carías Andino (1933–1949)

- Kuba
  - Staats- und Regierungschef:
    - Präsident Ramón Grau San Martín (1933–15. Januar 1934, 1944–1948)
    - Präsident Carlos Hevia (15. Januar 1934–18. Januar 1934)
    - Präsident Manuel Márquez Sterling (18. Januar 1934)
    - Präsident Carlos Mendieta y Montefur (18. Januar 1934–1935) (kommissarisch)

- Nicaragua
  - Staats- und Regierungschef: Präsident Juan Bautista Sacasa (1933–1936)

- Panama
  - Staats- und Regierungschef: Präsident Harmodio Arias Madrid (1932–1936)

### Südamerika
- Argentinien
  - Staats- und Regierungschef: Präsident Agustín Pedro Justo (1932–1938)

- Bolivien
  - Staats- und Regierungschef:
    - Präsident Daniel Salamanca Urey (1931–27. November 1934)
    - Präsident José Luis Tejada Sorzano (28. November 1934–1936)

- Brasilien
  - Staats- und Regierungschef: Präsident Getúlio Vargas (1930–1945, 1951–1954) (bis 20. Juli 1934 kommissarisch)

- Chile
  - Staats- und Regierungschef: Präsident Arturo Alessandri (1920–1924, 1925, 1932–1938)

- Ecuador
  - Staats- und Regierungschef:
    - Präsident Abelardo Montalvo (1933–1. September 1934) (kommissarisch)
    - Präsident José María Velasco Ibarra (1. September 1934–1935, 1944–1947, 1952–1956, 1960–1961, 1968–1972)

- Kolumbien
  - Staats- und Regierungschef:
    - Präsident Enrique Olaya Herrera (1930–7. August 1934)
    - Präsident Alfonso López Pumarejo (7. August 1934–1938, 1942–1945)

- Paraguay
  - Staats- und Regierungschef: Präsident Eusebio Ayala (1923–1924, 1924–1928, 1932–1936)

- Peru
  - Staatsoberhaupt: Präsident Oscar R. Benavides (1914–1915, 1933–1939)
  - Regierungschef:
    - Premierminister José de la Riva-Agüero y Osma (1933–18. November 1934)
    - Premierminister Carlos Arenas y Loayza (24. Dezember 1934–1935)

- Uruguay
  - Staats- und Regierungschef: Präsident Gabriel Terra (1931–1938)

- Venezuela
  - Staats- und Regierungschef: Präsident Juan Vicente Gómez (1909–1910, 1910–1914, 1922–1929, 1931–1935)

## Asien

### Ost-, Süd- und Südostasien
- Bhutan
  - Herrscher: König Jigme Wangchuk (1926–1952)

- China
  - Staatsoberhaupt: Vorsitzender der Nationalregierung Lin Sen (1931–1943)
  - Regierungschef: Vorsitzender des Exekutiv-Yuans Wang Jingwei (1932–1935)

- Britisch-Indien
  - Kaiser: Georg V. (1910–1936)
  - Vizekönig: Freeman Freeman-Thomas (1931–1936)

- Niederländisch-Indien
  - Generalgouverneur: Bonifacius Cornelis de Jonge (1931–1936)

- Japan
  - Staatsoberhaupt: Kaiser Hirohito (1926–1989)
  - Regierungschef:
    - Premierminister Saitō Makoto (1932–8. Juli 1934)
    - Premierminister Okada Keisuke (8. Juli 1934–1936)

- Mandschukuo (umstritten)
  - Staatsoberhaupt: Kaiser Puyi (1932–1945)
  - Regierungschef: Ministerpräsident Zheng Xiaoxu (1932–1935)

- Nepal
  - Staatsoberhaupt: König Tribhuvan (1911–1955)
  - Regierungschef: Ministerpräsident Juddha Shamsher Jang Bahadur Rana (1932–1945)

- Siam (heute: Thailand)
  - Staatsoberhaupt: König Rama VII. (1925–1935)
  - Regierungschef: Ministerpräsident General Phraya Phahon Phonphayuhasena (1933–1938)

### Vorderasien
- Irak
  - Staatsoberhaupt: König Ghazi (1933–1939)
  - Regierungschef:
    - Ministerpräsident Jamil al-Midfai (1933–25. August 1934)
    - Ministerpräsident Ali Jawdat al-Aiyubi (1934–1935)

- Jemen
  - Herrscher: König König Yahya bin Muhammad (1918–1948)

- Persien (heute: Iran)
  - Staatsoberhaupt: Schah Reza Schah Pahlavi (1925–1941)
  - Regierungschef: Ministerpräsident Mohammad Ali Foroughi (1933–1935)

- Saudi-Arabien
  - Staatsoberhaupt und Regierungschef: König Abd al-Aziz ibn Saud (1932–1953)

- Transjordanien (heute: Jordanien)
  - Herrscher: Emir Abdallah ibn Husain I. (1921–1951)

### Zentralasien
- Afghanistan
  - Staatsoberhaupt:
    - König Mohammed Nadir Schah (1929–8. Januar 1933)
    - König Mohammed Sahir Schah (8. Januar 1933–1973)

  - Regierungschef: Ministerpräsident Sardar Mohammad Hashim Khan (1929–1946)

- Mongolei
  - Staatsoberhaupt: Vorsitzender des Großen Staats-Churals Anandyn Amar (1932–1936)
  - Regierungschef: Vorsitzender des Rats der Volkskommissare Peldschidiin Genden (1932–1936)

## Australien und Ozeanien
- Australien
  - Staatsoberhaupt: König Georg V. (1910–1936)
  - Generalgouverneur: Isaac Isaacs (1931–1936)
  - Regierungschef: Premierminister Joseph Lyons (1932–1939)

- Neuseeland
  - Staatsoberhaupt: König Georg V. (1910–1936)
  - Generalgouverneur: Generalgouverneur Charles Bathurst (1930–1935)
  - Regierungschef: Premierminister George Forbes (1930–1935)

## Europa
- Albanien
  - Staatsoberhaupt: König Ahmet Zogu (1925–1939, 1943–1946)
  - Regierungschef: Ministerpräsident Pandeli Evangjeli (1921, 1930–1935)

- Andorra
  - Co-Fürsten:
    - Staatspräsident von Frankreich: Albert Lebrun (1932–1940)
    - Bischof von Urgell: Justí Guitart i Vilardebò (1920–1940)

- Belgien
  - Staatsoberhaupt:
    - König Albert I. (1909–17. Feb 1934)
    - König Leopold III. (23. Februar 1934–1951) (1940–1945 in deutscher Gefangenschaft, 1945–1950 im Schweizer Exil)

  - Regierungschef:
    - Ministerpräsident Charles Comte de Broqueville (1911–1918, 1932–20. November 1934)
    - Ministerpräsident Georges Theunis (1921–1925, 20. November 1934–1935)

- Bulgarien
  - Staatsoberhaupt: Zar Boris III. (1918–1943)
  - Regierungschef:
    - Ministerpräsident Nikola Muschanow (1931–19. Mai 1934)
    - Ministerpräsident Kimon Georgiew (19. Mai 1934–1935, 1944–1946)

- Dänemark
  - Staatsoberhaupt: König Christian X. (1912–1947) (1918–1944 König von Island)
  - Regierungschef: Ministerpräsident Thorvald Stauning (1924–1926, 1929–1942)

- Deutsches Reich
  - Staatsoberhaupt: Reichspräsident Paul von Hindenburg (1925–2. August 1934)
  - Regierungschef: Reichskanzler Adolf Hitler (1933–2. August 1934)
  - Staats- und Regierungschef: „Führer und Reichskanzler“ Adolf Hitler (2. August 1934–1945)

- Estland
  - Staatsoberhaupt: Staatsältester Konstantin Päts (1921–1922, 1923–1924, 1931–1932, 1932–1933, 1933–1940) (1918–1919, 1934–1937 Ministerpräsident)
  - Regierungschef: Ministerpräsident Konstantin Päts (1918–1919, 24. Januar 1934–1937)  (1921–1922, 1923–1924, 1931–1932, 1932–1933, 1933–1940 Staatsältester)

- Finnland
  - Staatsoberhaupt: Präsident Pehr Evind Svinhufvud (1931–1937) (1917–1918, 1930–1931 Ministerpräsident)
  - Regierungschef: Ministerpräsident Toivo Kivimäki (1932–1936)

- Frankreich
  - Staatsoberhaupt: Präsident Albert Lebrun (1932–1940)
  - Regierungschef:
    - Präsident des Ministerrats Camille Chautemps (1930, 1933–30. Januar 1934, 1937–1938)
    - Präsident des Ministerrats Édouard Daladier (1933, 30. Januar 1934–9. Februar 1934, 1938–1904)
    - Präsident des Ministerrats Gaston Doumergue (1913–1914, 9. Februar 1934–8. November 1934) (194–1931 Präsident)
    - Präsident des Ministerrats Pierre-Étienne Flandin (8. November 1934–1935)

- Griechenland
  - Staatsoberhaupt: Präsident Alexandros Zaimis (1929–1935) (1897–1899, 1901–1902, 1915, 1916, 1917, 1926–1928 Ministerpräsident)
  - Regierungschef: Ministerpräsident Panagis Tsaldaris (1932–1933, 1933–1935)

- Irland
  - Staatsoberhaupt: König Georg V. (1922–1936)
    - Generalgouverneur Domhnall Ua Buachalla (1932–1936)

  - Regierungschef: Taoiseach Éamon de Valera (1932–1948, 1951–1954, 1957–1959) (1959–1973 Präsident)

- Italien
  - Staatsoberhaupt: König Viktor Emanuel III. (1900–1946)
  - Regierungschef: Duce Benito Mussolini (1922–1943)

- Jugoslawien
  - Staatsoberhaupt:
    - König Alexander I. (1921–9. Oktober 1934)
    - König Peter II. (9. Oktober 1934–1945) (1941–1945 im Exil)
      - Regent: Prinz Paul (9. Oktober 1934–1941)

  - Regierungschef:
    - Ministerpräsident Milan Srškić (1932–27. Januar 1934)
    - Ministerpräsident Nikola Uzunović (1926–1927, 27. Januar 1934–20. Dezember 1934)
    - Ministerpräsident Bogoljub Jevtić (20. Dezember 1934–1935)

- Lettland
  - Staatsoberhaupt: Präsident Alberts Kviesis (1930–1936)
  - Regierungschef:
    - Ministerpräsident Ādolfs Bļodnieks (1933–17. März 1934)
    - Ministerpräsident Kārlis Ulmanis (1918–1919, 1919–1921, 1925–1926, 1931, 17. März 1934–1940) (1936–1940 Präsident)

- Liechtenstein
  - Staatsoberhaupt: Fürst Franz I. (1929–1938)
  - Regierungschef Josef Hoop (1928–1945)

- Litauen
  - Staatsoberhaupt: Präsident Antanas Smetona (1918–1920, 1926–1940)
  - Regierungschef: Ministerpräsident Juozas Tūbelis (1929–1938)

- Luxemburg
  - Staatsoberhaupt: Großherzogin Charlotte (1919–1964) (1940–1945 im Exil)
  - Regierungschef: Staatsminister Joseph Bech (1926–1937, 1953–1958)

- Monaco
  - Staatsoberhaupt: Fürst Louis II. (1922–1949)
  - Regierungschef: Staatsminister Maurice Bouillaux-Lafont (1932–1937)

- Niederlande
  - Staatsoberhaupt: Königin Wilhelmina (1890–1948) (1940–1945 im Exil)
  - Regierungschef: Ministerpräsident Hendrikus Colijn (1925–1926, 1933–1939)

- Norwegen
  - Staatsoberhaupt: König Haakon VII. (1906–1957) (1940–1945 im Exil)
  - Regierungschef: Ministerpräsident Johan Ludwig Mowinckel (1924–1926, 1928–1931, 1933–1935)

- Österreich
  - Staatsoberhaupt: Bundespräsident Wilhelm Miklas (1928–1938)
  - Regierungschef:
    - Bundeskanzler Engelbert Dollfuß (1932–5. Juli 1934)
    - Bundeskanzler Kurt Schuschnigg (29. Juli 1934–1938)

- Polen
  - Staatsoberhaupt: Präsident Ignacy Mościcki (1926–1939)
  - Regierungschef:
    - Ministerpräsident Janusz Jędrzejewicz (1933–13. Mai 1934)
    - Ministerpräsident Leon Kozłowski (15. Mai 1934–1935)

- Portugal
  - Staatsoberhaupt: Präsident Óscar Carmona (1925–1951)
  - Regierungschef: Ministerpräsident António de Oliveira Salazar (1932–1968)

- Rumänien
  - Staatsoberhaupt: König Karl II. (1930–1940)
  - Regierungschef:
    - Ministerpräsident Constantin Angelescu (1933–3. Januar 1934)
    - Ministerpräsident Gheorghe Tătărescu (3. Januar 1934–1937)

- San Marino
  - Capitani Reggenti:
    - Carlo Balsimelli (1920–1921, 1933–1. April 1934, 1938–1939, 1942–1943) und Melchiorre Filippi (1928–1929, 1933–1. April 1934)
    - Marino Rossi (1920, 1927–1928, 1. April 1934–1. Oktober 1934, 1937–1938) und Giovanni Lonfernini (1. April 1934–1. Oktober 1934, 1937–1938, 1941–1942)
    - Angelo Manzoni Borghesi (1911–1912, 1917–1918, 1924, 1931, 1. Oktober 1934–1935, 1940) und Marino Michelotti (1. Oktober 1934–1935, 1939–1940, 1943)

  - Regierungschef: Außenminister Giuliano Gozi (1918–1943)

- Schweden
  - Staatsoberhaupt: König Gustav V. (1907–1950)
  - Regierungschef: Ministerpräsident Per Albin Hansson (1932–1936)

- Schweiz[1]
  - Bundespräsident: Marcel Pilet-Golaz (1934, 1940)
  - Bundesrat:
    - Giuseppe Motta (1911–1940)
    - Edmund Schulthess (1912–1935)
    - Jean-Marie Musy (1920–30. April 1934)
    - Heinrich Häberlin (1920–30. April 1934)
    - Marcel Pilet-Golaz (1929–1944)
    - Albert Meyer (1930–1938)
    - Rudolf Minger  (1930–1940)
    - Philipp Etter (1. Mai 1934–1959)
    - Johannes Baumann (1. Mai 1934–1940)

- Sowjetunion
  - Parteichef: Generalsekretär der KPdSU Josef Stalin (1922–1953)
  - Staatsoberhaupt: Vorsitzender des Präsidiums des obersten Sowjets Michail Iwanowitsch Kalinin (1922–1946)
  - Regierungschef: Vorsitzender des Ministerrats Wjatscheslaw Michailowitsch Molotow (1930–6. Mai 1941)

- Spanien
  - Staatsoberhaupt: Präsident Niceto Alcalá Zamora (1931–1936)
  - Regierungschef:
    - Regierungspräsident Alejandro Lerroux (1933–28. April 1934)
    - Regierungspräsident Ricardo Samper Ibáñez (28. April–4. Oktober 1934)
    - Regierungspräsident Alejandro Lerroux (4. Oktober 1934–1935)

- Tschechoslowakei
  - Staatsoberhaupt: Präsident Tomáš Masaryk (1918–1935)
  - Regierungschef: Ministerpräsident Jan Malypetr (1932–1935)

- Türkei
  - Staatsoberhaupt: Präsident Kemal Atatürk (1923–1938)
  - Regierungschef: Ministerpräsident İsmet İnönü (1925–1937)

- Ungarn
  - Staatsoberhaupt: Reichsverweser Miklós Horthy (1920–1944)
  - Regierungschef: Ministerpräsident Gyula Gömbös (1932–1936)

- Vatikanstadt
  - Staatsoberhaupt: Papst Pius XI. (1929–1939)
  - Regierungschef: Kardinalstaatssekretär Eugenio Pacelli (1930–1939)

- Vereinigtes Königreich
  - Staatsoberhaupt: König Georg V. (1910–1936)
  - Regierungschef: Premierminister Ramsay MacDonald (1929–1935)